# Aéroport de La Ronge-Barber Field
L'aéroport de La Ronge-Barber Field est un aéroport situé en Saskatchewan, au Canada.

## Compagnies et destinations
| Compagnies | Destinations                                                                |
| ---------- | --------------------------------------------------------------------------- |
| Rise Air   | Points North Landing, Prince Albert Glass Field), Saskatoon, Wollaston Lake |

Édité le 16/05/2025